# Dolores Storková
Dolores Storková (* 12. April 1960 in Prag) ist eine ehemalige tschechische Beachvolleyballspielerin.

## Karriere
Storková spielte ihre ersten Turniere 1994 mit Martina Hudcová. Bei der ersten Europameisterschaft in Espinho unterlagen die Tschechinnen erst im Finale gegen die Deutschen Beate Bühler und Danja Müsch.